# Trejos Devynerios

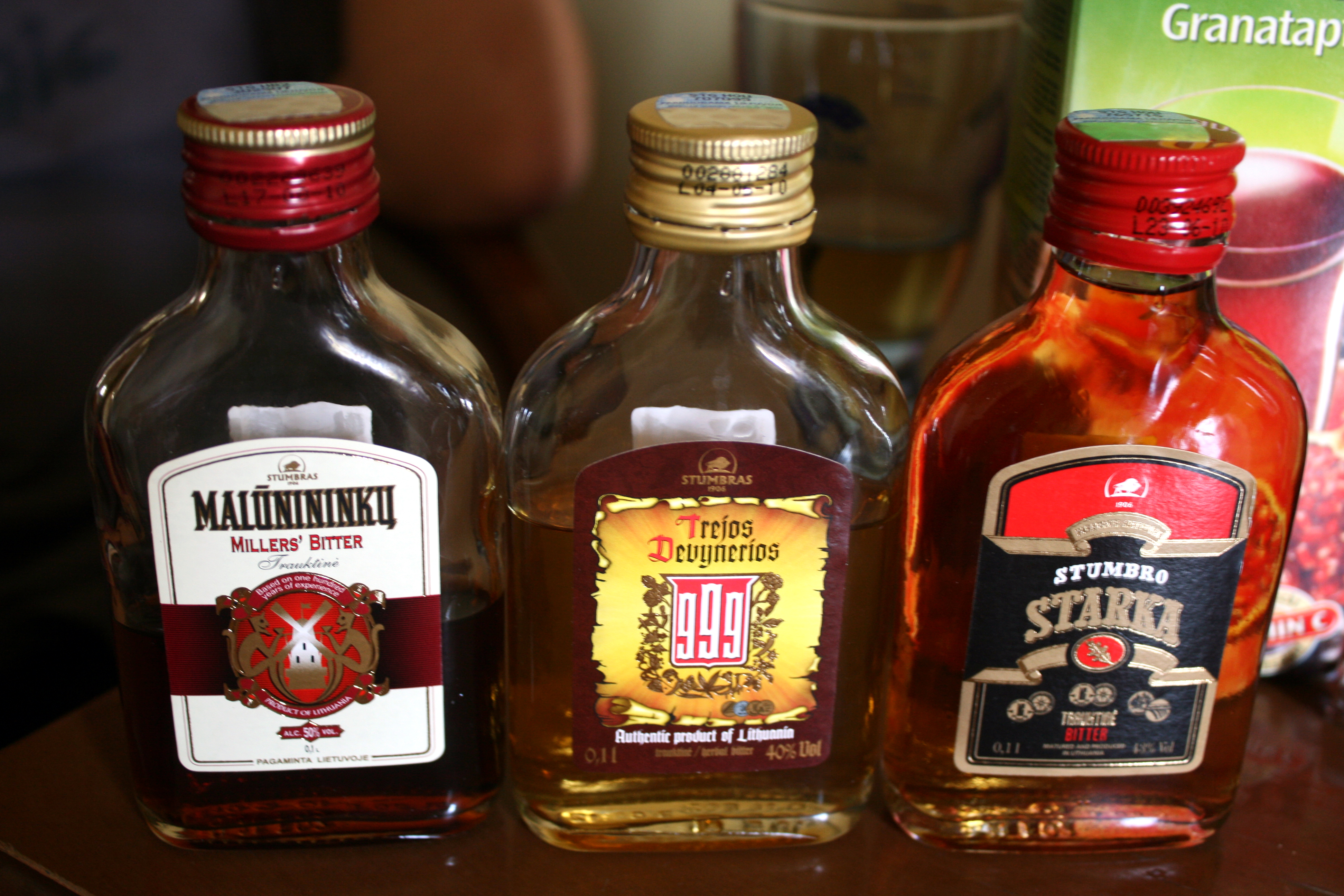
Treios Devynerios (środkowa butelka)

Trejos Devynerios (Trzy Dziewiątki, 999, Trojanka litewska) – litewska nalewka ziołowa produkowana przez firmę Stumbras z Kowna. Zawiera wyciąg z 27 ziół (po 9 ziół gorzkich, 9 piekących i 9 aromatycznych) i od tej liczby pochodzi nazwa wyrobu. 

## Historia
Uważa się, że receptura Trejos Devynerios sięga do wieków XV – XVI. Preparat o podobnej recepturze na Łotwie jest nazywany balsamem Ryskim. Balsam ten oznaczał się właściwościami leczniczymi przydatnymi przy zaburzeniach żołądka i jelit, był używany już przed 250 laty i sporządzony według receptury Abrahama Kunze (16 składników). Receptura litewska zawędrowała do Europy Zachodniej, świadczą o tym napisy na produkowanych w Leipheimie (Niemcy) "Kräuter Mieke" (ziołach gorzkich). Według informacji jest to mieszanka 27 ziół, sporządzona według oryginalnej średniowiecznej receptury mnichów litewskich. Ten litewski lek był dobrze znany i bardzo popularny w Polsce jako Trojanka Litewska. Ze względu na wysoki wskaźnik goryczy i obecność licznych ziół aromatycznych preparat można zaliczyć do środków wykazujących działanie lecznicze. Przyjmowany 3x dziennie będzie pobudzał łaknienie poprzez zwiększanie wydzielania soków trawiennych i będzie normalizował pracę układu trawiennego. Preparat ma charakter środka wspomagającego terapię.